# باشگاه فوتبال استقلال تهران در فصل ۸۷–۱۳۸۶
باشگاه فوتبال استقلال تهران در فصل ۸۷–۱۳۸۶ شصت‌ و دومین سال فعالیت باشگاه فوتبال استقلال تهران در مسابقات فوتبال ایران و هفتمین حضور متوالی این تیم در لیگ برتر فوتبال ایران بود. استقلال در این فصل در هفتمین دوره لیگ برتر ایران حاضر بود که در پایان در رده سیزدهم جدول قرار گرفت. همچنین در جام حذفی ایران نیز حاضر بود که توانست برای پنجمین بار قهرمان جام حذفی ایران شود.

## مرور فصل
استقلال که فصل قبل در چند هفته پایانی قهرمانی را از دست داده بود این فصل دست به تغییرات عمده زد و سکان هدایت تیم را ناصر حجازی سپرد. مرفاوی که سرمربی استقلال در فصل قبل بود در این فصل به عنوان مربی اول در کادر حجازی حفظ شد. استقلال در خط حمله دو مهاجم به نامهای محسن بیاتی‌نیا و آرش برهانی را به خدمت گرفت و فرهاد مجیدی نیز پس از گذشت هفت سال مجددا به استقلال بازگشت. در خط میانی امیدرضا روانخواه و میثم منیعی جذب شدند و برای ترمیم این خط یک بازیکن خارجی به نام سان‌جان اورسویچ از صربستان نیز به استقلال پیوست. استقلال در خط دفاع نیز چند مهره جوان جذب کرد که مهمترین این بازیکنان پژمان منتظری و بیژن کوشکی بودند. اما مهدی رحمتی پس از دو سال حضور متوالی از استقلال جدا شد و اشکان نامداری به عنوان دروازه‌بان دوم به جمع آبی‌پوشان پیوست.
خریدهای زیاد استقلال توقعات را بالا برده بود و همه انتظار داشتند که استقلال در این فصل مدعی قهرمانی باشد ولی استقلال تحت هدایت حجازی در ده هفته اول فقط سه برد کسب کرد و سه بار نیز مغلوب حریفان خود شد. نتایج ضعیف و عدم ثبات در کسب نتیجه در تیم باعث شد تا زمزمه‌های تغییر کادر فنی در استقلال قوت بگیرد و پس از گذشت ۱۴ بازی در لیگ برتر و یک بازی در جام حذفی فیروز کریمی جایگزین ناصر حجازی در استقلال شد. کریمی کارش را در استقلال با شکست در برابر پاس همدان آغاز کرد. نتایج استقلالِ کریمی نیز ثبات کافی را نداشت و انتظارات هواداران برآورده نمیشد. پس از شکست استقلال در هفته ماقبل پایانی لیگ برتر در برابر تیم ذوب‌آهن فیروز کریمی نیز از سمت مربیگری استقلال استعفا داد و استقلال هفته پایانی لیگ را بدون سرمربی به آبادان رفت. فیروز کریمی در ۱۹ بازی لیگ برتری که سرمربی آبی‌پوشان بود فقط شش برد کسب کرد و در جام حذفی نیز به لطف درخشش طالب‌لو در ضربات پنالتی به نیمه نهایی راه یافته بود.
یک هفته پس از کناره‌گیری کریمی از مربیگری در استقلال بازیهای لیگ برتر نیز به پایان رسید و مسئولیت امیر قلعه‌نویی که در نیم فصل دوم لیگ برتر هدایت تیم مس کرمان را بر عهده گرفته بود در این تیم کرمانی به پایان رسید و این مربی برای سومین بار هدایت استقلال را برعهده گرفت. استقلال که با آمدن قلعه‌نویی روحیه تازه‌ای گرفته بود در نیمه‌نهایی جام حذفی و باز هم در ضربات پنالتی تیم فولاد خوزستان را از پیش رو برداشت و به فینال رسید. استقلال در بازی رفت فینال که به صورت رفت و برگشت برگزار میشد با یک گل مغلوب تیم پگاه گیلان شد ولی در بازی برگشت در ورزشگاه آزادی با نتیجه سه بر یک این تیم را شکست داد و و در تجمع صد هزار نفری هوادارانش موفق به کسب قهرمانی در جام حذفی ایران شد.
قبل از شروع فصل و در مراسم انتخاب برترین‌های فوتبال ایران وحید طالب‌لو به عنوان بهترین دروازه‌بان سال ایران انتخاب شد.

## دوستانه و پیش فصل
| ۶ مرداد ۱۳۸۶ دوستانه ۱ | قونیا اسپور | ۰ – ۲ | استقلال تهران     | قونیه، ترکیه |
|                        |             | گزارش | برهانی · بیاتی‌نیا |              |

| ۲۰ مرداد ۱۳۸۶ دوستانه ۲                          | هنرمندان ایران   | ۱ – ۰      | استقلال تهران | بم               |
| ۱۸:۴۰                                            | حسینی (نیمه اول) | فارس تبیان |               | ورزشگاه: تختی بم |
| یادداشت: این بازی در دو وقت ۴۰ دقیقه‌ای برگزار شد |                  |            |               |                  |

| ۲۲ مرداد ۱۳۸۶ دوستانه ۳ | استقلال تهران           | ۳ – ۲ | کوثر تهران      | تهران                         |
| ۱۹:۱۵                   | علیزاده · یوسفی · شفیعی | گزارش | صلح‌جو · تیغ‌نورد | ورزشگاه: زمین شماره دو شیرودی |

| ۲۴ مرداد ۱۳۸۶ (تاریخ احتمالی) دوستانه ۴ | استقلال تهران                  | ۴ – ۱ | استقلال جنوب تهران | تهران |
|                                         | مجیدی · شفیعی · قنبری · پولادی |       |                    |       |

## بازی‌ها

### لیگ برتر
| ۲۶ مرداد ۱۳۸۶ ۱ | استقلال تهران                                                              | ۳ – ۲ | استقلال اهواز                                      | تهران                                                   |
| ۱۹:۱۵           | صادقی ۱۸' · برهانی ۴۹' · منیعی ۷۵' '۱+۹۰ · نوازی '۱۱ · پولادی '۲۸ · منتظری | گزارش | بیگدلی ۲۱' · رضا طاهری ۱+۴۵' · جلالی ثابت · کمایی  | ورزشگاه: آزادی تهران تماشاگران: ۵۵۰۰۰ داور: محمود رفیعی |

| ۱ شهریور ۱۳۸۶ ۲ | ملوان انزلی                           | ۲ – ۱ | استقلال تهران            | انزلی                               |
| ۱۷:۰۰           | تامینی ۷۱' · پورغلامی · طهماسبی ۲+۹۰' | گزارش | اورسویچ '۴۴ · قربانی ۷۴' | ورزشگاه: تختی انزلی داور: محسن ترکی |

| ۹ شهریور۱۳۸۶ ۳ | استقلال تهران                    | ۱ – ۱ | مس کرمان                                                               | تهران                                                  |
| ۱۹:۰۰          | منیعی ۳۶ · شفیعی ۸۲' · صادقی '۹۰ | گزارش | زالترون ۵۴' · رجبی '۸۳ · امیدیان · غنی‌زاده · مولایی · کیانی · ابراهیمی | ورزشگاه: آزادی تهران تماشاگران: ۵۰۰۰۰ داور: نوید مظفری |

| ۱۵ شهریور ۱۳۸۶ ۴ | شیرین فراز کرمانشاه                                  | ۱ – ۳ | استقلال تهران                                            | کرمانشاه                                      |
| ۱۶:۰۰            | احمدپوری ۳+۹۰' · فکری · نمازی · امیدی · بدرا دياكيتى | گزارش | برهانی ۳۶' · روانخواه ۵۴' · اورسویچ ۸۶' · نوازی · پولادی | ورزشگاه: آزادی کرمانشاه داور: خداداد افشاریان |

| ۲۳ شهریور ۱۳۸۶ ۵ | استقلال تهران           | ۱ – ۲ | سایپا تهران                                     | تهران                                                    |
| ۲۰:۰۰            | برهانی ۱۵' · قربانی '۴۲ | گزارش | برجلو ۴۵' · آدریانو آلوز ۶۹' · آشتیانی · صادقی  | ورزشگاه: آزادی تهران تماشاگران: ۷۰۰۰۰ داور: هدایت ممبینی |

| ۲۹ شهریور ۱۳۸۶ ۶                                | برق شیراز                  | ۱ – ۱ | استقلال تهران                                    | شیراز                                                    |
| ۲۰:۰۰                                           | گودرزی ۳' · زارع · کریمیان | گزارش | جباری '۲۸ ۶۸' · منیعی · خذیراوی '۶۶ · پولادی '۸۳ | ورزشگاه: حافظیه شیراز تماشاگران: ۲۵۰۰۰ داور: مسعود مرادی |
| یادداشت: خطای پنالتی بر روی احمد خذیراوی رخ داد |                            |       |                                                  |                                                          |

| ۶ مهر ۱۳۸۶ ۷ | استقلال تهران | ۱ – ۱ | صبا باطری تهران                                | تهران                                                 |
| ۲۰:۰۰        | منتظری ۵۹'    | گزارش | فضلی ۴۹' · بیگی · کاشی · نوری · گل‌محمدی · اسدی | ورزشگاه: آزادی تهران تماشاگران: ۳۵۰۰۰ داور: محسن ترکی |

| ۱۵ مهر ۱۳۸۶ ۸ | سپاهان اصفهان             | ۲ – ۱ | استقلال تهران                           | اصفهان                                                         |
| ۲۰:۰۰         | ابوالهیل ۸'، ۴+۹۰' · بنگر | گزارش | قربانی ۷۵' · پولادی · امیرآبادی · مجیدی | ورزشگاه: فولادشهر اصفهان تماشاگران: ۱۵۰۰۰ داور: سعید مظفری‌زاده |

| ۲۲ مهر ۱۳۸۶ ۹ (دربی ۶۴) | استقلال تهران                                         | ۱ – ۱ | پیروزی تهران                            | تهران                                       |
| ۱۵:۳۰                   | روانخواه ۵۷' '۶۲ · پولادی '۱۶ · صادقی '۶۲ · برهانی '؟ | گزارش | خلیلی ۸۴' · باقری · واحدی‌نیکبخت · حیدری | ورزشگاه: آزادی تهران داور: ایتوراله گونزالس |

| ۲۷ مهر ۱۳۸۶ ۱۰ | پگاه گیلان | ۰ – ۱ | استقلال تهران                | تهران                                  |
| ۱۵:۳۰          | نوری ملکی  | گزارش | منیعی ۱۲' · روانخواه · مجیدی | ورزشگاه: عضدی رشت داور: رحیم رحیمی‌مقدم |

| ۴ آبان ۱۳۸۶ ۱۱ | استقلال تهران          | ۱ – ۱ | ابومسلم مشهد                          | تهران                                      |
| ۱۷:۴۵          | مجیدی ۹' · یوسفی '۳+۹۰ | گزارش | اولروم ۶۵' · خانی · برگی‌زر · هاشمی‌نسب | ورزشگاه: آزادی تهران داور: خداداد افشاریان |

| ۹ آبان ۱۳۸۶ ۱۲ | پیکان تهران                                                                  | ۳ – ۲ | استقلال تهران                      | تهران                                  |
| ۱۵:۳۰          | خسروی ۴۲'، ۳+۴۵' · توره ۷۹' · محمدی · طهماسبی · رضاپور · سرآسیابی '۸۳ · توره | گزارش | نوازی ۱۲' · برهانی ۲۲' · نوازی '۶۹ | ورزشگاه: آزادی تهران داور: محمود رفیعی |

| ۱۸ آبان ۱۳۸۶ ۱۳ | استقلال تهران                                                     | ۲ – ۱ | راه‌آهن تهران       | تهران                                                    |
| ۱۷:۳۰           | مجیدی ۱۱'، ۲۱' · یوسفی · منصوریان · روانخواه · مجیدی · منتظری '۸۹ | گزارش | اصغری ۴۹' · رحیمی  | ورزشگاه: آزادی تهران تماشاگران: ۳۰۰۰۰ داور: علیرضا فغانی |

| ۲۴ آبان ۱۳۸۶ ۱۴ | فجرسپاسی شیراز        | ۱ – ۲ | استقلال تهران                                                      | شیراز                                       |
| ۱۴:۱۵           | طهماسبی ۳۱' · بیک‌زاده | گزارش | پولادی ۳' '۲۶ · علیزاده ۱۵' · صادقی '۶۸ · اورسویچ '۶۱ · پولادی '۵۷ | ورزشگاه: حافظیه شیراز داور: یدالله جهانبازی |

| ۹ آذر ۱۳۸۶ ۱۵ | استقلال تهران       | ۰ – ۱ | پاس همدان                            | تهران                                   |
| ۱۵:۰۰         | نوازی '۷ برهانی '۸۷ | گزارش | امير آبوچا ۱۲' · علوی · خورج · غلامی | ورزشگاه: آزادی تهران داور: هدایت ممبینی |

| ۱۶ آذر ۱۳۸۶ ۱۶ | ذوب‌آهن اصفهان  | ۰ – ۱ | استقلال تهران                                                                           | اصفهان                                   |
| ۱۴:۰۰          | فرهادی خلعتبری | گزارش | طالبی ۸۱' (گل‌به‌خودی) · روانخواه '۱۵ · مجیدی '۳۴ · منصوریان '۷۸ · نوازی '۸۷ · برهانی '۸۸ | ورزشگاه: فولادشهر اصفهان داور: محسن ترکی |

| ۲۳ آذر ۱۳۸۶ ۱۷ | استقلال تهران                        | ۲ – ۳ | صنعت نفت آبادان                                              | آبادان                                |
| ۱۵:۱۵          | مجیدی ۱۰' · روانخواه ۸۶' · یوسفی '۷۸ | گزارش | پیمنتا ۳۸' · حلافی ۵۴'، ۶۴' · سلامی · بغلانی · حلافی · مطوری | ورزشگاه: آزادی تهران داور: احمد صالحی |

| ۲ بهمن ۱۳۸۶ ۱۸ | استقلال اهواز | ۱ – ۲ | استقلال تهران                  | اهواز                                    |
| ۱۶:۴۵          | میداوودی ۶۲'  | گزارش | برهانی ۶۶' · امیرآبادی ۸۸' '۵۴ | ورزشگاه: تختی اهواز داور: سعید مظفری‌زاده |

| ۲۱ بهمن ۱۳۸۶ ۲۰ | مس کرمان                                   | ۱ – ۰ | استقلال تهران | کرمان                                      |
| ۱۳:۳۰           | ابراهیمی ۷' · رحمتی · ابراهیمی · میرطرقی · | گزارش | صادقی '؟      | ورزشگاه: باهنر کرمان داور: یدالله جهانبازی |

| ۲۸ بهمن ۱۳۸۶ ۲۱ | استقلال تهران                                        | ۲ – ۱ | شیرین فراز کرمانشاه                          | تهران                                    |
| ۱۴:۰۰           | مجیدی ۱۳' · بیات‌مطلق ۵۱' · امیرآبادی · منیعی · شفیعی | گزارش | میکائیلی ۷۴' · ایوان دراگسوويچ · محمدپور '۸۶ | ورزشگاه: آزادی تهران داور: البرز حاجی‌پور |

| ۳ اسفند ۱۳۸۶ ۲۲ | سایپا تهران                                                   | ۰ – ۰ | استقلال تهران                       | تهران                                  |
| ۱۵:۴۵           | شریفی‌نسب · آشتیانی · ایوبی · غلام‌نژاد · معمارزاده · صادقی '۶۷ | گزارش | منتظری '۳۰ · برهانی '۴۲ · مجیدی '۷۶ | ورزشگاه: آزادی تهران داور: مسعود مرادی |

| ۱۰ اسفند ۱۳۸۶ ۲۳ | استقلال تهران                                                                 | ۴ – ۲ | برق شیراز                                                                                    | تهران                                     |
| ۱۶:۱۵            | منیعی ۲۳' · روانخواه ۵۰' · منصوریان ۸۹' · یوسفی ۳+۹۰' · منصوریان '۸۹ · برهانی | گزارش | غلام‌زاده · صادقی ۵۱' (گل‌به‌خودی) · غلام‌زاده '۶۸ · شکرون · شیری · زارع · ساسانی ۵+۹۰' (پنالتی) | ورزشگاه: آزادی تهران داور: رحیم رحیمی‌مقدم |

| ۱۵ اسفند ۱۳۸۶ ۲۴ | استقلال | ۰-۰ | صباباتری | تهران                            |
| ۱۶:۱۵            |         |     |          | ورزشگاه: آزادی داور: محمود رفیعی |

| ۲۱ اسفند ۱۳۸۶ ۱۹                                                                 | استقلال تهران           | ۲ – ۰ | ملوان انزلی | تهران                                      |
| ۱۶:۱۵                                                                            | منتظری ۴۱' · برهانی ۷۹' | گزارش | خدامرادی    | ورزشگاه: آزادی تهران داور: یدالله جهانبازی |
| یادداشت: این مسابقه ابتدا برای‌ ۲۳ دی ۱۳۸۶ برنامه‌ریزی شده بود، اما به تعویق افتاد |                         |       |             |                                            |

| ۱۰ فروردین ۱۳۸۷ ۲۵ | استقلال تهران | ۰ – ۱ | سپاهان اصفهان                        | تهران                                   |
| ۱۶:۴۵              |               | گزارش | حاج‌صفی ۶۶' · عزیززاده · بیات · محمدی | ورزشگاه: آزادی تهران داور: هدایت ممبینی |

| ۱۵ فروردین ۱۳۸۷ ۲۶ (دربی ۶۵) | پیروزی تهران                 | ۱ – ۱ | استقلال تهران                    | تهران                                                |
| ۱۵:۰۰                        | خلیلی ۲۷' · کعبی · باقری '۸۲ | گزارش | روانخواه ۴' · منتظری · کوشکی '۸۶ | ورزشگاه: آزادی تهران داور: برناردینو گونزالس وازکوئز |

| ۲۳ فروردین ۱۳۸۷ ۲۷ | استقلال تهران                        | ۱ – ۴ | پگاه گیلان                                                  | تهران                                    |
| ۱۵:۳۰              | برهانی ۵۱' (پنالتی) · قربانی · صادقی | گزارش | جباری ۴۰' (گل‌به‌خودی) · چاووشی ۴۷'، ۶۰' · مهدوی ۸۷' · مختاری | ورزشگاه: آزادی تهران داور: شاهین حاجی‌پور |

| ۳۰ فروردین ۱۳۸۷ ۲۸ | ابومسلم مشهد                                         | ۲ – ۰ | استقلال تهران | مشهد                                  |
| ۱۵:۰۰              | حسینی ۲+۴۵' (پنالتی) · اولروم ۵۹' · گردان · هاشمی‌نسب | گزارش | پولادی        | ورزشگاه: ثامن مشهد داور: هدایت ممبینی |

| ۸ اردیبهشت ۱۳۸۷ ۲۹ | استقلال تهران            | ۱ – ۲ | پیکان تهران                                                  | تهران                                      |
| ۱۸:۰۰              | کوشکی '۱۰ · منصوریان ۳۶' | گزارش | طهماسبی ۷۶' (پنالتی) · صادقی ۸۶' (گل‌به‌خودی) · خانگلی · باقری | ورزشگاه: آزادی تهران داور: خداداد افشاریان |

| ۱۳ اردیبهشت ۱۳۸۷ ۳۰ | راه‌آهن تهران           | ۰ – ۳ | استقلال تهران                                        | تهران                                    |
| ۱۸:۱۵               | ثابتی نورمحمدی انتظاری | گزارش | مجیدی ۴' (پنالتی) · منیعی ۸۳' · علیزاده ۸۹' · پولادی | ورزشگاه: آزادی تهران داور: سعید بخشی‌زاده |

| ۱۶ اردیبهشت ۱۳۸۷ ۳۱ | استقلال تهران | ۱ – ۱ | فجرسپاسی شیراز                  | تهران                                 |
| ۱۸:۱۵               | مجیدی ۲+۴۵'   | گزارش | محمدی ۴+۹۰' · کوهنورد · بیک‌زاده | ورزشگاه: آزادی تهران داور: نوید مظفری |

| ۲۲ اردیبهشت ۱۳۸۷ ۳۲ | پاس همدان                                 | ۱ – ۱ | استقلال تهران                  | همدان                               |
| ۱۶:۱۵               | نامداری ۴' (گل‌به‌خودی) · وریا غفوری · خورج | گزارش | روانخواه ۵۳' · منتظری · نادعلی | ورزشگاه: قدس همدان داور: احمد صالحی |

| ۲۵ اردیبهشت ۱۳۸۷ ۳۳ | استقلال تهران                            | ۱ – ۲ | ذوب‌آهن اصفهان                                                       | تهران                                     |
| ۱۶:۱۵ | برهانی ۲+۹۰' (پنالتی) · روانخواه · جباری | گزارش | فرهادی ۴۹' · منصوری ۵۲' · شکوری · خلعتبری · اندوی · باجلان · فرهادی | ورزشگاه: تختی تهران داور: یدالله جهانبازی |
| یادداشت: این پنالتی را ابتدا محمد نوازی زد که توپ به بیرون رفت ولی داور بازی به علت تخلف دروازه‌بان دستور به تکرار داد که در بار دوم برهانی موفق به گل گردن پنالتی شد |                                          |       |                                                                     |                                           |

| ۲۸ اردیبهشت ۱۳۸۷ ۳۴ | صنعت نفت آبادان | ۲ – ۱ | استقلال تهران                  | آبادان                                     |
| ۱۶:۳۰               | خذیراوی ۸۱'     | گزارش | پیمنتا ۹' · یوسفی ۴۹' (پنالتی) | ورزشگاه: تختی آبادان داور: خداداد افشاریان |

#### جایگاه در جدول
| رتبه | تیم       | بازی | برد | مساوی | باخت | گل زده | گل خورده | گل تفاضل | امتیاز | صعود یا سقوط                       |
| ---- | --------- | ---- | --- | ----- | ---- | ------ | -------- | -------- | ------ | ---------------------------------- |
| ۱۱   | سایپا     | ۳۴   | ۱۲  | ۹     | ۱۳   | ۳۳     | ۳۵       | ۲−       | ۴۵     |                                    |
| ۱۲   | راه‌آهن    | ۳۴   | ۱۱  | ۱۱    | ۱۲   | ۴۵     | ۴۰       | ۵+       | ۴۴     |                                    |
| ۱۳   | استقلال   | ۳۴   | ۱۱  | ۱۰    | ۱۳   | ۴۴     | ۴۴       | ۰        | ۴۳     | مرحله گروهی لیگ قهرمانان آسیا ۲۰۰۹ |
| ۱۴   | فجر سپاسی | ۳۴   | ۹   | ۱۵    | ۱۰   | ۳۷     | ۴۱       | ۴−       | ۴۲     |                                    |
| ۱۵   | پگاه      | ۳۴   | ۹   | ۱۱    | ۱۴   | ۲۶     | ۳۵       | ۹−       | ۳۸     |                                    |

#### دست‌آوردها در خانه و بیرون
| مجموع | مجموع  | مجموع | مجموع | مجموع | مجموع | مجموع | مجموع | خانه | خانه | خانه | خانه | خانه | خانه | مهمان | مهمان | مهمان | مهمان | مهمان | مهمان |
| بازی  | امتیاز | پ     | ت     | ش     | گ‌ز    | گ‌خ    | ت‌گ    | پ    | ت    | ش    | گ‌ز   | گ‌خ   | ت‌گ   | پ     | ت     | ش     | گ‌ز    | گ‌خ    | ت‌گ    |
| ----- | ------ | ----- | ----- | ----- | ----- | ----- | ----- | ---- | ---- | ---- | ---- | ---- | ---- | ----- | ----- | ----- | ----- | ----- | ----- |
| ۳۴    | ۴۳     | ۱۱    | ۱۰    | ۱۳    | ۴۴    | ۴۴    | ۰     | ۵    | ۵    | ۷    | ۲۴   | ۲۶   | −۲   | ۶     | ۵     | ۶     | ۲۰    | ۱۸    | ۲+    |

آخرین بروزرسانی: پایان فصل

منبع: IPLstats Home
IPLstats Away

پ = پیروزی؛ ت = تساوی؛ ش = شکست؛ گ‌ز = گل زده؛ گ‌خ = گل خورده؛ ت‌گ = تفاضل گل

|                    | بازی | برد | مساوی | شکست | زده | خورده | تفاضل | امتیاز |
| ------------------ | ---- | --- | ----- | ---- | --- | ----- | ----- | ------ |
| در ورزشگاه آزادی   | ۲۱   | ۶   | ۸     | ۷    | ۲۹  | ۲۸    | ۱+    | ۲۶     |
| در ورزشگاه‌های دیگر | ۱۳   | ۵   | ۲     | ۶    | ۱۵  | ۱۶    | ۱-    | ۱۷     |

#### روند هفته به هفته
| هفته  | ۱ | ۲ | ۳ | ۴ | ۵ | ۶ | ۷ | ۸ | ۹  | ۱۰ | ۱۱ | ۱۲ | ۱۳ | ۱۴ | ۱۵ | ۱۶ | ۱۷ | ۱۸ | ۱۹ | ۲۰ | ۲۱ | ۲۲ | ۲۳ | ۲۴ | ۲۵ | ۲۶ | ۲۷ | ۲۸ | ۲۹ | ۳۰ | ۳۱ | ۳۲ | ۳۳ | ۳۴ |
| ----- | - | - | - | - | - | - | - | - | -- | -- | -- | -- | -- | -- | -- | -- | -- | -- | -- | -- | -- | -- | -- | -- | -- | -- | -- | -- | -- | -- | -- | -- | -- | -- |
| زمین  | خ | م | خ | م | خ | م | خ | م | خ  | م  | خ  | م  | خ  | م  | خ  | م  | خ  | م  | خ  | م  | خ  | م  | خ  | م  | خ  | م  | خ  | م  | خ  | م  | خ  | م  | خ  | م  |
| نتیجه | پ | ش | ت | پ | ش | ت | ت | ش | ت  | پ  | ت  | ش  | پ  | پ  | ش  | پ  | ش  | پ  | پ  | ش  | پ  | ت  | پ  | ت  | ش  | ت  | ش  | ش  | ش  | پ  | ت  | ت  | ش  | ش  |
| وضعیت | ۵ | ۹ | ۸ | ۵ | ۵ | ۵ | ۵ | ۹ | ۱۱ | ۷  | ۷  | ۱۱ | ۹  | ۶  | ۹  | ۷  | ۸  | ۵  | ۸  | ۸  | ۶  | ۶  | ۵  | ۴  | ۵  | ۴  | ۶  | ۸  | ۹  | ۸  | ۸  | ۸  | ۱۰ | ۱۳ |

آخرین بروزرسانی: پایان فصل.
منبع: Ipl (به انگلیسی)

زمین: م = مهمان، خ = خانه. نتیجه: ت = تساوی، ش = شکست، پ = پیروزی.

### جام حذفی
| ۲ آذر ۱۳۸۶ 1/16 نهایی | استقلال تهران                                                                 | ۵ – ۳ | تربیت یزد                                                 | تهران                                    |
|                       | یوسفی ۲۴' · برهانی ۳۳' · نوازی ۴۰' (پنالتی) · منتظری ۵۳' · جباری ۵۵' · منتظری | گزارش | بهنام بیرانوند ۴۸' · ولی خرسندی ۷۹' · مسلم محمدنژاد ۳+۹۰' | ورزشگاه: آزادی تهران داور: البرز حاجی‌پور |

| ۳۰ آذر ۱۳۸۶ 1/8 نهایی                           | ذوب‌آهن اصفهان                    | ۱ – ۱ (۱ – ۳ پنالتی)                      | استقلال تهران | اصفهان                                         |
|                                                 | منصوری ۴۸' · صالحی‌نژاد · خلعتبری | گزارش                                     | برهانی ۵۴'    | ورزشگاه: فولادشهر اصفهان داور: خداداد افشاریان |
|                                                 | ضربات پنالتی                     |                                           |               |                                                |
| منصوری · فرهادی · فابیو داسیلوا · مسلمان        |                                  | نوازی · جباری · روانخواه · صادقی · برهانی |               |                                                |
| یادداشت: وحید طالب‌لو سه ضربه پنالتی را مهار کرد |                                  |                                           |               |                                                |

| ۳ اردیبهشت ۱۳۸۷ 1/4 نهایی                       | راه‌آهن تهران                                                 | ۲ – ۲ (۱ – ۳ پنالتی)  | استقلال تهران                                   | تهران                                |
|                                                 | تقوی ۱۳' '۹ · کریمی · نورمحمدی ۵۱' · نورمحمدی '۵۹ · کاسپاروف | گزارش                 | مجیدی ۲۵'، ۶۷' · پولادی · امیرآبادی · مجیدی '۵۹ | ورزشگاه: آزادی تهران داور: محسن ترکی |
|                                                 | ضربات پنالتی                                                 |                       |                                                 |                                      |
| مخیتاریان · نورمحمدی · رحیمی · جمشیدیان         |                                                              | نوازی · جباری · صادقی |                                                 |                                      |
| یادداشت: وحید طالب‌لو سه ضربه پنالتی را مهار کرد |                                                              |                       |                                                 |                                      |

## آمار

### عملکرد کلی تیم در فصل
منبع: رقابت‌ها

### نمایش بازیکنان
| شماره  | پُست       | بازیکنان         | لیگ برتر | لیگ برتر | لیگ برتر | جام حذفی | جام حذفی | جام حذفی | مجموع   | مجموع | مجموع    | کارت                 | کارت             |
| شماره  | پُست       | بازیکنان         | بازی     | زمان     | کارت زرد | بازی     | زمان     | کارت زرد | بازی    | زمان  | کارت زرد | کارت زرد دوم و اخراج | کارت قرمز مستقیم |
| ------ | --------- | ---------------- | -------- | -------- | -------- | -------- | -------- | -------- | ------- | ----- | -------- | -------------------- | ---------------- |
| ۱      | دروازه‌بان | وحید طالب‌لو      | ۲۹       | ۲۶۱۰     | ۰        | ۶        | ۶۶۰      | ۰        | ۳۵ (۳۵) | ۳۲۷۰  | ۰        | ۰                    | ۰                |
| ۲      | مدافع     | امیرحسین صادقی   | ۲۶       | ۱۹۶۸     | ۶        | ۶        | ۵۵۱      | ۰        | ۳۲ (۲۷) | ۲۵۱۹  | ۶        | ۲                    | ۰                |
| ۳      | مدافع     | مهدی امیرآبادی   | ۲۸       | ۲۲۶۳     | ۳        | ۶        | ۴۶۹      | ۲        | ۳۴ (۲۹) | ۲۷۳۲  | ۵        | ۰                    | ۰                |
| ۴      | مدافع     | سعید لطفی        | ۹        | ۶۲۳      | ۰        | ۰        | ۰        | ۰        | ۹ (۶)   | ۶۲۳   | ۰        | ۰                    | ۰                |
| ۵      | مدافع     | بیژن کوشکی       | ۱۸       | ۱۴۹۶     | ۱        | ۵        | ۵۷۰      | ۱        | ۲۳ (۲۳) | ۲۰۶۶  | ۲        | ۱                    | ۱                |
| ۶      | هافبک     | سردان اورسویچ    | ۸        | ۵۱۱      | ۳        | ۱        | ۴        | ۰        | ۹ (۶)   | ۵۱۵   | ۳        | ۰                    | ۰                |
| ۷      | هافبک     | محمد نوازی       | ۲۱       | ۱۲۸۱     | ۵        | ۵        | ۲۵۹      | ۰        | ۲۶ (۱۶) | ۱۵۴۰  | ۵        | ۰                    | ۰                |
| ۸      | هافبک     | مجتبی جباری      | ۲۷       | ۲۲۱۳     | ۲        | ۵        | ۵۵۶      | ۱        | ۳۲ (۳۱) | ۲۷۶۹  | ۳        | ۰                    | ۰                |
| ۹      | مهاجم     | محسن بیاتی‌نیا    | ۷        | ۳۸۰      | ۰        | ۱        | ۴۵       | ۰        | ۸ (۶)   | ۴۲۵   | ۰        | ۰                    | ۰                |
| ۱۰     | هافبک     | علیرضا منصوریان  | ۲۶       | ۱۲۵۰     | ۳        | ۳        | ۱۸۶      | ۰        | ۲۹ (۱۶) | ۱۴۳۶  | ۳        | ۰                    | ۰                |
| ۱۱     | هافبک     | میثم منیعی       | ۳۰       | ۲۱۷۰     | ۳        | ۴        | ۳۷۸      | ۱        | ۳۴ (۲۹) | ۲۵۴۸  | ۴        | ۰                    | ۰                |
| ۱۲     | مهاجم     | احمد خذیراوی     | ۳        | ۱۳۲      | ۱        | ۰        | ۰        | ۰        | ۳ (۲)   | ۱۳۲   | ۱        | ۰                    | ۰                |
| ۱۳     | هافبک     | محسن یوسفی       | ۱۶       | ۸۷۵      | ۱        | ۶        | ۲۸۲      | ۱        | ۲۴ (۱۱) | ۱۱۵۷  | ۲        | ۰                    | ۲                |
| ۱۴     | دروازه‌بان | اشکان نامداری    | ۵        | ۴۵۰      | ۰        | ۰        | ۰        | ۰        | ۵ (۵)   | ۴۵۰   | ۰        | ۰                    | ۰                |
| ۱۶     | هافبک     | حسین کوشکی       | ۲        | ۶۳       | ۰        | ۰        | ۰        | ۰        | ۲ (۱)   | ۶۳    | ۰        | ۰                    | ۰                |
| ۶ / ۱۷ | مهاجم     | آرش برهانی *     | ۳۱       | ۲۶۰۴     | ۵        | ۶        | ۴۶۰      | ۰        | ۳۷ (۳۲) | ۳۰۶۴  | ۵        | ۰                    | ۰                |
| ۱۸     | هافبک     | مهرداد پولادی    | ۲۸       | ۲۰۰۰     | ۹        | ۱        | ۱۲۰      | ۱        | ۲۹ (۲۴) | ۲۱۲۰  | ۱۰       | ۱                    | ۰                |
| ۱۹     | مهاجم     | علی علیزاده      | ۲۴       | ۶۷۴      | ۰        | ۴        | ۳۲۸      | ۱        | ۲۸ (۸)  | ۱۰۰۲  | ۱        | ۰                    | ۰                |
| ۲۰     | مدافع     | پیروز قربانی     | ۱۸       | ۱۶۲۰     | ۳        | ۵        | ۵۴۰      | ۲        | ۲۳ (۲۳) | ۲۱۶۰  | ۵        | ۰                    | ۰                |
| ۲۱     | هافبک     | اصغر نادعلی      | ۹        | ۴۲۵      | ۱        | ۰        | ۰        | ۰        | ۹ (۵)   | ۴۲۵   | ۱        | ۰                    | ۰                |
| ۲۲     | مهاجم     | حمید شفیعی       | ۸        | ۲۳۶      | ۱        | ۰        | ۰        | ۰        | ۸ (۲)   | ۲۳۶   | ۱        | ۰                    | ۰                |
| ۲۳     | هافبک     | امیدرضا روانخواه | ۳۱       | ۲۳۶۸     | ۵        | ۶        | ۵۶۰      | ۰        | ۳۷ (۳۰) | ۲۹۲۸  | ۵        | ۰                    | ۰                |
| ۲۴     | مدافع     | حسین قنبری       | ۴        | ۲۰۱      | ۰        | ۰        | ۰        | ۰        | ۴ (۲)   | ۲۰۱   | ۰        | ۰                    | ۰                |
| ۲۵     | هافبک     | سعید بیات‌مطلق    | ۱۲       | ۸۷۶      | ۰        | ۲        | ۱۸۴      | ۰        | ۱۴ (۱۳) | ۱۰۶۰  | ۰        | ۰                    | ۰                |
| ۲۷     | مهاجم     | فرهاد مجیدی      | ۲۳       | ۱۵۸۵     | ۴        | ۶        | ۴۴۳      | ۱        | ۲۹ (۲۳) | ۲۰۲۸  | ۵        | ۱                    | ۰                |
| ۳۳     | مدافع     | پژمان منتظری     | ۳۱       | ۲۶۴۵     | ۶        | ۶        | ۶۵۶      | ۱        | ۳۷ (۳۵) | ۳۳۰۱  | ۷        | ۱                    | ۰                |

اعداد آبی رنگ : تعداد حضور در ترکیب اصلی استقلال
- آرش برهانی بازیها را با پیراهن شماره ۱۷ شروع کرد و در هفت بازی پایانی فصل پیراهن شماره ۶ را به تن کرد.

### گلزن‌ها
| رده | پُست   | نام              | لیگ برتر | جام حذفی | کل |
| --- | ----- | ---------------- | -------- | -------- | -- |
| ۱   | مهاجم | آرش برهانی       | ۸ (۲)    | ۳        | ۱۱ |
| ۲   | مهاجم | فرهاد مجیدی      | ۷ (۱)    | ۲        | ۹  |
| ۳   | هافبک | امیدرضا روانخواه | ۶        | ۰        | ۶  |
| ۴   | هافبک | میثم منیعی       | ۴        | ۰        | ۴  |
| ۵   | مدافع | پژمان منتظری     | ۲        | ۱        | ۳  |
| ۵   | مهاجم | علی علیزاده      | ۲        | ۱        | ۳  |
| ۵   | هافبک | محمد نوازی       | ۲        | ۱ (۱)    | ۳  |
| ۵   | هافبک | مجتبی جباری      | ۱        | ۲        | ۳  |
| ۹   | هافبک | علیرضا منصوریان  | ۲        | ۰        | ۲  |
| ۹   | مدافع | پیروز قربانی     | ۲        | ۰        | ۲  |
| ۹   | هافبک | محسن یوسفی       | ۱        | ۱        | ۲  |
| ۹   | مدافع | مهدی امیرآبادی   | ۱        | ۱        | ۲  |
| ۱۳  | مدافع | امیرحسین صادقی   | ۱        | ۰        | ۱  |
| ۱۳  | هافبک | مهرداد پولادی    | ۱        | ۰        | ۱  |
| ۱۳  | مهاجم | حمید شفیعی       | ۱        | ۰        | ۱  |
| ۱۳  | مهاجم | احمد خذیراوی     | ۱        | ۰        | ۱  |
| ۱۳  | هافبک | سعید بیات‌مطلق    | ۱        | ۰        | ۱  |
| ۱۳  | هافبک | سان‌جان اورسویچ   | ۱        | ۰        | ۱  |
| کل  | کل    | کل               | ۴۴       | ۱۲       | ۵۶ |

اعداد آبی رنگ : تعداد گلهای زده شده از نقطه پنالتی

### پاس گل
| #   | پُست   | بازیکنان         | لیگ برتر | جام حذفی | جمع | گرفتن پنالتی |
| --- | ----- | ---------------- | -------- | -------- | --- | ------------ |
| ۱   | هافبک | مجتبی جباری      | ۱۱       | ۲        | ۱۳  | ۰            |
| ۲   | هافبک | محمد نوازی       | ۵        | ۲        | ۷   | ۰            |
| ۳   | مهاجم | علی علیزاده      | ۵        | ۱        | ۶   | ۰            |
| ۴   | هافبک | علیرضا منصوریان  | ۴        | ۱        | ۵   | ۰            |
| ۵   | هافبک | میثم منیعی       | ۳        | ۰        | ۳   | ۰            |
| ۶   | مهاجم | فرهاد مجیدی      | ۱        | ۲        | ۳   | ۲            |
| ۷   | مهاجم | آرش برهانی       | ۲        | ۰        | ۲   | ۲            |
| ۸   | هافبک | محسن یوسفی       | ۲        | ۰        | ۲   | ۱            |
| ۹   | مدافع | پیروز قربانی     | ۱        | ۱        | ۲   | ۰            |
| ۱۰  | هافبک | امیدرضا روانخواه | ۱        | ۰        | ۱   | ۰            |
| ۱۱  | مدافع | پژمان منتظری     | ۱        | ۰        | ۱   | ۰            |
| ۱۲  | هافبک | مهرداد پولادی    | ۱        | ۰        | ۱   | ۰            |
| ۱۳  | مهاجم | حمید شفیعی       | ۱        | ۰        | ۱   | ۰            |
| ۱۴  | مدافع | مهدی امیرآبادی   | ۰        | ۱        | ۱   | ۰            |
| ۱۵  | مهاجم | احمد خذیراوی     | ۰        | ۰        | ۰   | ۱            |
| جمع | جمع   | جمع              | ۳۸       | ۱۰       | ۴۸  | ۶            |

- از مجموع شش پنالتی اعلام شده در این فصل دو ضربه پنالتی گل نشده‌است.

منبع: گزارش بازی‌ها

### تفکیک عملکرد مربیان
در این فصل ناصر حجازی بعد از نتایج نه چندان جالب از هدایت استقلال کنار گذاشته شد و فیروز کریمی به عنوان سرمربی مشغول به کار شد و پس از استعفای این مربی در سه بازی پایانی امیر قلعه‌نویی استقلال را هدایت کرد. به همین خاطر در جدول زیر به تفکیک عملکرد این فصل استقلال بین مربیان پرداخته‌ایم
| عنوان بازیها      | بازی | برد | مساوی | باخت | گل‌زده | گل‌خورده | تفاضل | درصد برد |
| ----------------- | ---- | --- | ----- | ---- | ----- | ------- | ----- | -------- |
| ناصر حجازی        |      |     |       |      |       |         |       |          |
| لیگ برتر          | ۱۴   | ۵   | ۵     | ۴    | ۲۱    | ۱۹      | ۲     | ۳۶٪      |
| جام حذفی          | ۱    | ۱   | ۰     | ۰    | ۵     | ۳       | ۲     | ۱۰۰٪     |
| فیروز کریمی       |      |     |       |      |       |         |       |          |
| لیگ برتر          | ۱۹   | ۶   | ۵     | ۸    | ۲۲    | ۲۳      | ۱-    | ۳۲٪      |
| جام حذفی          | ۲    | ۰   | ۲     | ۰    | ۳     | ۳       | ۰     | -        |
| امیر قلعه‌نویی     |      |     |       |      |       |         |       |          |
| جام حذفی          | ۳    | ۱   | ۱     | ۱    | ۴     | ۲       | ۲     | ۳۳٪      |
| جمع عملکرد مربیان |      |     |       |      |       |         |       |          |
| ناصر حجازی        | ۱۵   | ۶   | ۵     | ۴    | ۲۶    | ۲۲      | ۴     | ۴۰٪      |
| فیروز کریمی       | ۲۱   | ۶   | ۷     | ۸    | ۲۵    | ۲۶      | ۱-    | ۲۹٪      |
| امیر قلعه‌نویی     | ۳    | ۱   | ۱     | ۱    | ۴     | ۲       | ۲     | ۳۳٪      |

### گلهای لیگ برتر بر حسب شش بازه زمانی
| بازه زمانی     | گل زده | بازه زمانی     | گل خورده |
| -------------- | ------ | -------------- | -------- |
| ۱۵ دقیقه اول   | ۱۱     | ۱۵ دقیقه اول   | ۶        |
| ۱۵ دقیقه دوم   | ۴      | ۱۵ دقیقه دوم   | ۲        |
| ۱۵ دقیقه سوم   | ۳      | ۱۵ دقیقه سوم   | ۵        |
| اضافی نیمه اول | ۱      | اضافی نیمه اول | ۳        |
| جمع نیمه اول   | ۱۹     | جمع نیمه اول   | ۱۶       |
| ۱۵ دقیقه چهارم | ۸      | ۱۵ دقیقه چهارم | ۱۱       |
| ۱۵ دقیقه پنجم  | ۵      | ۱۵ دقیقه پنجم  | ۷        |
| ۱۵ دقیقه ششم   | ۱۰     | ۱۵ دقیقه ششم   | ۵        |
| اضافی نیمه دوم | ۲      | اضافی نیمه دوم | ۵        |
| جمع نیمه دوم   | ۲۵     | جمع نیمه دوم   | ۲۸       |

### عملکرد دروازه‌بانها
|       |               | لیگ برتر | لیگ برتر | لیگ برتر | جام حذفی | جام حذفی | جام حذفی | مجموع | مجموع   | مجموع |
| رتبه  | نام           | بازی     | گل‌خورده  | ک‌ش       | بازی     | گل‌خورده  | ک‌ش       | بازی  | گل‌خورده | ک‌ش    |
| ----- | ------------- | -------- | -------- | -------- | -------- | -------- | -------- | ----- | ------- | ----- |
| ۱     | وحید طالب‌لو   | ۲۹       | ۳۸       | ۵        | ۶        | ۸        | ۱        | ۳۵    | ۴۶      | ۶     |
| ۲     | اشکان نامداری | ۵        | ۶        | ۱        | ۰        | ۰        | ۰        | ۵     | ۶       | ۱     |
| مجموع | مجموع         | ۳۴       | ۴۴       | ۶        | ۶        | ۸        | ۱        | ۴۰    | ۵۲      | ۷     |

### کاپیتان‌های فصل
| رده | نام             | لیگ برتر | جام حذفی | جمع |
| --- | --------------- | -------- | -------- | --- |
| ۱   | علیرضا منصوریان | ۱۴ (۳)   | ۳        | ۱۷  |
| ۲   | محمد نوازی      | ۱۰ (۶)   | ۱ (۳)    | ۱۱  |
| ۳   | فرهاد مجیدی     | ۴ (۵)    | ۱ (۲)    | ۵   |
| ۴   | امیرحسین صادقی  | ۴ (۳)    | ۱        | ۵   |
| ۵   | پیروز قربانی    | ۲ (۱)    | ۰ (۳)    | ۲   |
| ۶   | وحید طالب‌لو     | ۰ (۱)    | ۰        | ۰   |

* عددهای آبی رنگ : نشان دهنده دفعاتی است که آن بازیکن پس از تعویض کاپیتان اول، کاپیتان شده‌است و این کاپیتانی‌ها در ستون جمع محاسبه نشده‌است.